# نزار الراوي
نزار الراوي (23 يوليو 1970 -) هو مصمم وناقد فني وباحث أكاديمي في مجال الفنون وهو ناشط ثقافي عراقي.

## حياته ونشأته
ولد في 23 تموز/يوليو 1970 في مدينة الفلوجة في العراق، وهو عضو في الأكاديمية الدولية للفنون البصرية (IAVA)، ودرس فن التصميم في جامعة بغداد في كلية الفنون الجميلة وحصل منها على شهادة بكالوريوس في التصميم الطباعي وشهادةماجستير في فلسفة الاتصال البصري، وأسس عام 2003 مع عدد من الفنانين العراقيين الشباب جمعية الفنون البصرية المعاصرة (CVAS)التي عُدت أول مؤسسة ثقافية عراقية مستقلة في (عراق ما بعد فترة حكم حزب البعث) وقد ترأس مجلس إدارة الجمعية منذ تأسيسها، وكان للجمعية دوراً هاماً في تحريك الأجواء الثقافية في العراق أثناء المرحلة الحالكة التي عاشها العراق أثناء وبعد العمليات العسكرية للقوات متعددة الجنسية في بغداد وباقي مدن ومحافظات العراق.

## إنجازاته
- ألف عدداً من الكتب في مجال الفنون وأعد عدداً كبيراً من الدراسات الفنية والثقافية، كما أسهم في تأسيس مجموعة من المنظمات العراقية الناشطة في مجالات الثقافة والفنون مثل مجموعة إقراء فقط، ودار لين للفنون، ومنظمة سينمائيون عراقيون بلا حدود.
- عمل مع مجموعة من الفنانين والأدباء العراقيين ومنهم: محمد غني حكمت ومفيد الجزائري ونصير الجادرجي ومؤيد نعمة ولطفية الدليمي وعقيل مهدي وقاسم عبد وضياء نافع ومؤيد الحيدري وميسون الدملوجي على تأسيس الجمعية العراقية لدعم الثقافة.
- أسس الراوي مهرجان العراق الدولي للفيلم القصير مهرجان العراق الدولي للفيلم القصير وأطلق مع عدد من السينمائين العراقيين دورته الأولى في بغداد في خريف عام 2005 وقد لاقت نجاحاً كبيراً وحظيت باهتمام اعلامي دولي واسع لأنها أول دورة لمهرجان سينمائي دولي نُظمت في العراق، وقد حظي المهرجان باعتراف وإسناد مهرجانات دولية مثل مهرجان برلين السينمائي، ومهرجان كان السينمائي، وعقد المهرجان شراكة إنتاجية مع مهرجان لشبونة ومهرجان باليرمو الإيطالي.
- أصدر مجلة (هلا) للثقافة مع الكاتبة العراقية لطفية الدليمي، والقاص حسن كريم عاتي، ونظم مهرجان العراق الدولي للفيلم القصير، كما قام بوضع تصاميم لحملات إعلامية كحملة مساندة كتابة دستور العراق الدائم وقد صمم شعار الدستور العراقي كما أشرف على عدد كبير من الحملات الإعلامية والسياسية الداعية لعراق ديمقراطي موحد.
- نظم عدداً كبيراً من المعارض الفنية العراقية في أهم العواصم العالمية ومثل العراق في كثير من المحافل الثقافية الدولية.
- شغل منصب مستشار وزارة الخارجية الإيطالية لشؤون الثقافة العراقية، عضوية مجلس أمناء منظمة ثقافات العالم، يشغل حالياً موقع أستاذ استشاري زائر في جامعة السلطان قابوس في سلطنة عُمان.